# Knook Castle
Knook Castle è il sito archeologico che conserva i resti di una fortezza di collina risalente all'età del ferro che si trova nei pressi di Knook, villaggio e parrocchia civile nella contea del Wiltshire nel Sud Ovest dell'Inghilterra, Regno Unito. 

## Storia

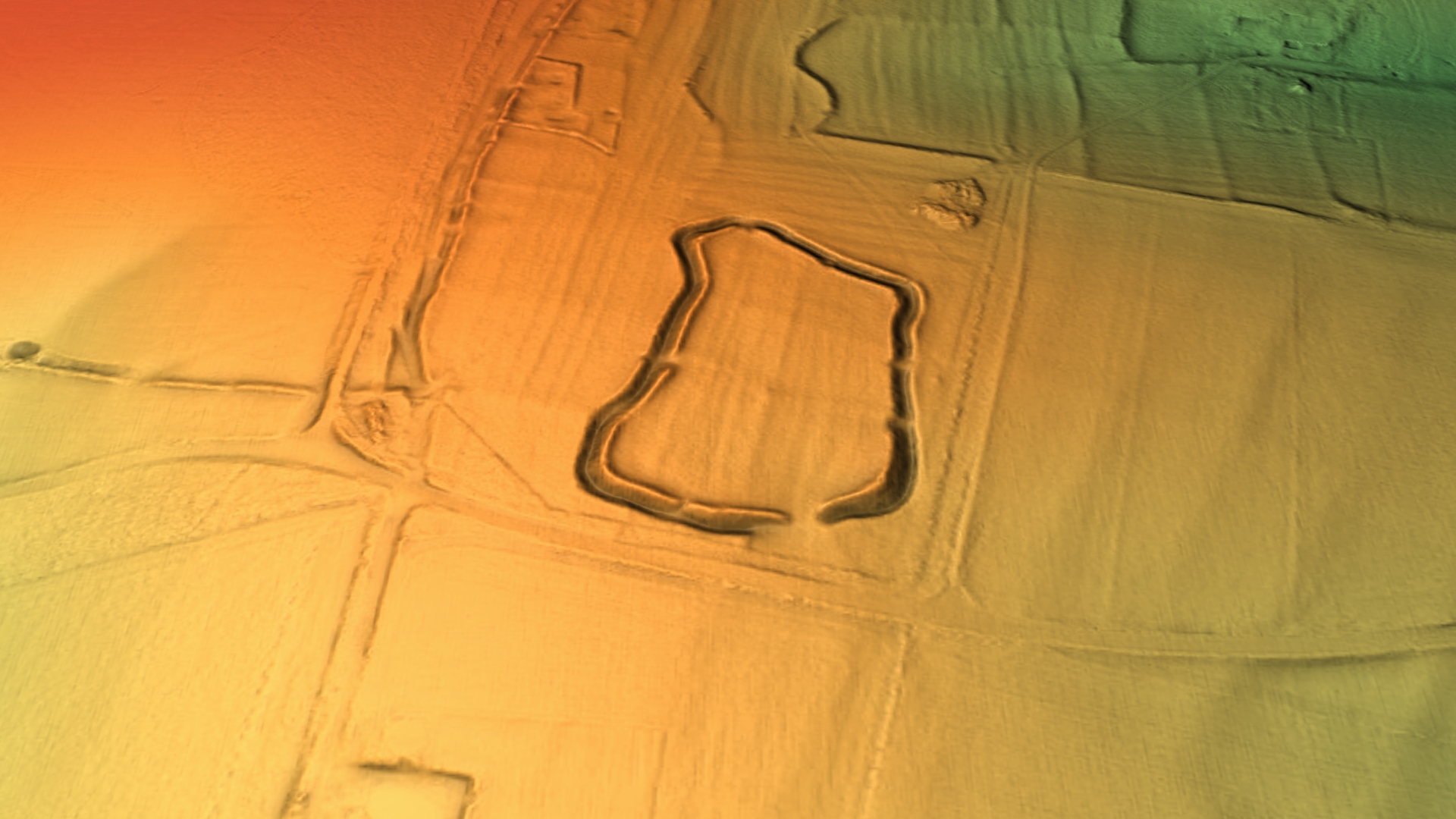
Modello digitale in 3D di Knook Castle

Il territorio della fortezza collinare a Knook Down, vicino al villaggio di Knook risale all'età del ferro. È stato probabilmente anche un recinto difensivo per il bestiame associato ai vicini insediamenti romano-britannici. La più completa ed ampia distesa di resti archeologici di colline gessose nell'Inghilterra centro-meridionale si trova nella Piana di Salisbury, in particolare nelle aree che rientrano nella Salisbury Plain Training Area. Questi resti rappresentano uno dei pochi paesaggi archeologici esistenti in Gran Bretagna e sono considerati di particolare importanza perché differiscono per caratteristiche da quelli di altre aree con livelli di conservazione comparabili. La stretta correlazione tra un forte collinare, due insediamenti romano-britannici e i relativi sistemi di sentieri e campi all'interno del monumento di Knook offre un notevole potenziale per la comprensione della natura e dell'evoluzione degli insediamenti nelle colline durante l'età del ferro e il periodo romano-britannico. Gli insediamenti romano-britannici sopravvissuti come terrapieni rappresentano una rara risorsa archeologica a livello nazionale, soprattutto quando sono conservati insieme ai relativi sistemi di campi.

## Descrizione
La grande fortezza collinare ha forma subrettangolare e racchiude circa 1,75 ettari di terreno. Il monumento si trova in un'area di intensa attività preistorica e romano-britannica, che comprende sistemi di campi, un tracciato di sentieri e confini oltre a un tumulo. L'area è stata di intensa attività preistorica e romano-britannica e comprende un forte collinare, insediamenti, un esteso sistema di campi, un tracciato di sentiero e confine e un tumulo. L'area centrale del sistema di campi è stata arata.
- Un primo forte collinare bivallato sub-rettangolare raccolto.
- Un insediamento romano-britannico ben conservato a nord di "Knook Castle". Gran parte del sito è ora adibito a pascolo permanente, ma alcuni terreni a ovest del sentiero agricolo sono arati. Scavi parziali hanno avuto luogo nel XIX e all'inizio del XX secolo.
- Un tumulo a ciotola di circa 10 m di diametro con lievi tracce di un fossato. Il tumulo ha una sommità appiattita con alterazioni dovute ad attività militari o scavi. Scavi parziali hanno avuto luogo all'inizio del XX secolo.
- Un sistema di campi associato al forte collinare di Knook Castle e agli insediamenti romano britannici.
- Un sentiero che fiancheggia le aree di insediamento e i sistemi di campi a nord di "Knook Castle". È in buone condizioni e non è stato arato.
- Un sito di insediamento romano/britannico ben conservato a nord-est di "Knook Castle". La maggior parte del sito è ancora occupata da pascolo permanente. Scavi parziali sono stati effettuati nel XIX secolo.

### Monumento classificato
Dal 9 ottobre 1981 Knook Castle è considerato un monumento da tutelare del Regno Unito per il suo particolare interesse storico col numero 1010207.